# Dossiers brûlants
Pour les articles homonymes, voir Night Stalker.
Dossiers brûlants (Kolchak: The Night Stalker) est une série télévisée américaine créée par Jeffrey Grant Rice composée de deux téléfilms pilotes de 75 et 90 minutes diffusés respectivement en 1972 et 1973, et 20 épisodes de 50 minutes diffusés entre le 13 septembre 1974 et le 28 mars 1975 sur le réseau ABC.
En France, la série a été diffusée à partir du 31 juillet 1989 sur Canal+, et rediffusée sur 13e rue jusqu'en 2006.

## Synopsis
Journaliste à Las Vegas puis à Seattle et enfin à Chicago, Carl Kolchak traque les nuits les phénomènes surnaturels et affronte des créatures monstrueuses : (sorciers, robots, zombies, vampires, loup-garous, extraterrestres, fantômes, lézard géant, et même le véritable Jack l'Éventreur).

## Distribution

### Acteurs principaux
- Darren McGavin (VF : Marc de Georgi) : Carl Kolchak
- Simon Oakland (VF : Georges Lycan) : Tony Vincenzo
- Jack Grinnage (en) (VF : Roger Crouzet) : Ron Updyke
- Ruth McDevitt : Emily Cowles
- Carol Ann Susi : Monique Marmelstein

### Invités
- Ken Lynch (VF : Georges Atlas) : Le capitaine Warren
- Beatrice Colen (en) : Jane Plumm
- Charles Aidman (VF : Jacques Ferrière) : Le capitaine Leo Winwood
- Joseph Sirola : Benjamin Sposato
- Val Bisoglio : Victor Friese
- John Fiedler (VF : Claude Nicot) : Gordon Spangler dit le vampire
- Antonio Fargas : Sweetstick Weldon
- J. Pat O'Malley (VF : Pierre Trabaud) : Le fossoyeur
- James Gregory (VF : Jacques Ferrière) : Le capitaine Quill
- Mary Wickes : Dr Bess Winestock
- Dick Van Patten (VF : Philippe Dumat) : Alfred Brindle
- Rudy Challenger (VF : Bachir Touré) : Stanley Wedemyer
- Maureen Arthur (VF : Maria Tamar) : La femme qui témoigne de son kidnapping
- William Daniels (VF : Bernard Tiphaine) : Le lieutenant Jack Matteo
- Kathleen Nolan : Faye Kruger
- Suzanne Charny : Catherine Rawlins
- Milt Kamen (VF : Michel Barbey) : Gingrich
- Nita Talbot : Paula Griffin
- Eric Braeden (VF : Gérard Dessalles) : Bernhardt Stieglitz
- Henry Jones (VF : Teddy Bilis) : Le capitaine Julian Wells
- Richard Gautier (VF : Patrick Préjean) : Mel Tarter
- Jackie Russell : Wendy
- Lewis Charles (VF : Pierre Trabaud) : George Levitt
- Fred Beir : Ryder Bond
- Philip Carey : Le sergent Mayer
- Tom Skerritt (VF : Bernard Tiphaine) : Robert W. Palmer
- Ellen Weston : Lorraine Palmer
- Jeanne Cooper : Dr Kline
- Stanley Adams (VF : Michel Barbey) : Louis
- Ramon Bieri (VF : Henry Djanik) : Le capitaine Joe Baker
- Richard Kiel : Le Diablero
- Alice Ghostley : Dr Agnes Temple
- Victor Jory (VF : Jean Claudio) : Charles Tonnerre Grondant
- Marvin Kaplan (VF : Claude Nicot) : Albert Delgado
- Keenan Wynn (VF : Pierre Trabaud) : Le capitaine Joe Siska
- Severn Darden (VF : Michel Barbey) : Dr Aaron Pollack
- Johnny Silver (VF : Jacques Deschamps) : Morris Shapiro dit Pepe LaRue
- Randy Boone : Gene
- William Smith (VF : Jean Barney) : Jim Elkhorn
- Elaine Giftos : L'infirmière Janis Eisen
- Michael Strong (VF : Pascal Renwick) : Walter Green
- Phil Silvers : Harry Starman
- Herb Vigran (VF : Pierre Trabaud) : M. Goldstein
- Naomi Stevens : Mme Goldstein
- Murray Matheson : M. Lane-Marriot
- Corinne Camacho : Dr Leslie Dwyer
- Bert Freed (VF : William Sabatier) : Le capitaine Akins
- Julie Adams : Mme Walker
- Henry Beckman : Le sénateur Stephens
- John Marley (VF : Pierre Trabaud) : Le capitaine Maurice Molnar
- Pat Harrington Jr. (VF : Claude Rollet) : Thomas Kitzmiller
- Katherine Woodville (en) : Dr Helen Lynch
- Jamie Farr (VF : Jacques Ferrière) : Jack Burton
- Lara Parker : Madelaine
- Nina Foch (VF : Maria Tamar) : Mme Trevi
- Douglas Fowley (VF : Pierre Trabaud) : Le concierge
- Bernie Kopell (VF : Jean-Claude Montalban) : Dr Gravanites
- Larry Linville : Le capitaine Jonas
- Art Metrano (VF : Michel Lasorne) : Henry « Studs » Spake
- Sharon Farrell : Lila Morton
- Kristina Holland : Rosalind Winters
- Andrew Prine (VF : Daniel Russo) : Le professeur Evan Spate
- Ben Masters (en) : Michael Thompson
- Maria Grimm : Maria Vanegas
- Milton Parsons (VF : Pierre Trabaud) : Le professeur Salem Mozart
- Ramon Bieri (VF : Michel Barbey) : Le capitaine Webster
- Pippa Scott (VF : Catherine Privat) : Tillie Jones
- Erik Estrada (VF : Daniel Russo) : Pepe Torres
- Sorrell Booke : M. Eddy
- John Dehner (VF : Jacques Berthier) : Le capitaine Vernon Rausch
- Hans Conried (VF : René Bériard) : Mendel Boggs
- Lieux Dressler (VF : Marion Game) : Minerva Musso
- Shug Fisher (VF : Teddy Bilis) : Pop Stenvold
- Bryan O'Byrne (VF : Jacques Ciron) : Le majordome
- Cathy Lee Crosby : Helen Surtees
- Dwayne Hickman (VF : Patrick Poivey) : Le sergent Orkin
- Kathleen Freeman : Bella Sarkof
- George Savalas (VF : Alain Flick) : Le chauffeur de taxi
- Kathie Browne : Le lieutenant Irene Lamont
- Tom Bosley : Jack Flaherty
- Albert Paulsen : Dr James Verhyden

## Épisodes
1. La Nuit du Vampire (The Night Stalker) 75 minutes
2. La Nuit de l'Alchimiste (The Night Strangler) 90 minutes

1. Le Viol (The Ripper)
2. Le Zombie (The Zombie)
3. Le Voyageur (They Have Been, They Will Be, They Are)
4. Vampire-sur-Hollywood (The Vampire)
5. Le Loup-garou (The Werewolf)
6. La Grande Question (Fire-Fall)
7. La Plate-forme du diable (The Devil's Platform)
8. Retour aux sources (Bad Medicine)
9. Le Croque-mitaine (The Spanish Moss Murders)
10. Sur le sentier de la guerre (The Energy Eater)
11. Le Vertige (Horror in the Heights)
12. Prénom R.I.N.G. (Mr R.I.N.G.)
13. Les Hurlements (Primal Scream)
14. La Collection (The Trevi Collection)
15. À toute vitesse (Chopper)
16. Le Démon (Demon in Lace)
17. La Terreur en héritage (Legacy of Terror)
18. Les Assassins (The Knightly Murders)
19. Le Jeune Meurtrier (The Youth Killer)
20. La Sentinelle (The Sentry)

## Commentaires
À la suite du succès des deux pilotes diffusés en 1972 et 1973, Darren McGavin a l'idée de proposer en 1973 au créateur Jeff Rice de faire une série sur le personnage de Kolchak. La série terrorise chaque semaine les téléspectateurs américains avides de sensations et d'effroi, connaît un énorme succès, faisant les « beaux soirs » d'ABC. Cependant, malgré le succès de la série Darren McGavin ne souhaite pas jouer dans une deuxième saison et la série s'arrête en pleine gloire. Dossiers Brûlants est une des séries qui, avec Night gallery et Le Sixième Sens, a relancé, l'épouvante sur les écrans de télévision américains.
Richard Kiel l'acteur de 2,18 m vu dans deux James Bond, L'Espion qui m'aimait et Moonraker, joua les monstres dans trois épisodes : 8-9-11.
Au fil des épisodes des acteurs connus dans d'autres séries feront des apparitions parmi lesquels : Antonio Fargas (Huggy « les bons tuyaux » de Starsky et Hutch), Richard Anderson (Oscar Goldman dans L'Homme qui valait trois milliards et Super Jaimie), Eric Braeden (Victor Newman des Feux de l'amour), David Doyle (Drôles de dames), Tom Skerritt (New York, unité spéciale), Tom Bosley (Happy Days et Arabesque), Erik Estrada (Francis Poncherello de CHiPs), William Smith (Falconetti de Le Riche et le Pauvre et Les Héritiers), Sorrell Booke (Boss Hogg de Shérif, fais-moi peur)...
Fan de la série lorsqu'il était enfant, Chris Carter créera plus tard la série culte X-Files : Aux frontières du réel.
- Dans la série Dossiers brûlants, Dans le téléfilm pilote "The Night Stalker" le vampire jouer par Barry Atwater s'appelle Janos Skorzeny. Le nom de Janos Skorzeny sera à nouveau utilisé par Chuck Connors Dans la série La Malédiction du loup-garou.

## Produits dérivés
Plusieurs figurines de Kolchak "1 normale, et plusieurs en model kits (à monter et à peindre)"[réf. nécessaire].

### DVD / BLU-RAY
DVD ZONE 2  France :
- Sortie de 2 coffrets DVD chez l'éditeur Elephant films (l'éditeur n'a pu mettre les 2 téléfilms pilotes. Les droits de "The Night Stalker + The Night Strangler" étant possédés par MGM) :
- Coffret 1 en 4 DVD en VF + VO (épisodes 1 à 10) le 10 décembre 2014
- Coffret 2 en 4 DVD en VF + VO (épisodes 11 à 20) le 11 mars 2015
- Coffret intégrale en 8 DVD en VF + VO (épisodes 1 à 20) le 7 décembre 2021

DVD ZONE 2  Royaume-Uni : 
- Sortie d'un coffret DVD chez l'éditeur Universal Pictures UK :
- Coffret 5 DVD en VO (épisodes 1 à 20) le 21 août 2006

DVD ZONE 1  États-Unis :
- Sortie des 2 téléfilms pilote chez l'éditeur MGM :
- DVD The Night Stalker + The Night Strangler le 24 août 2004 en VOST avec sous-titres français. (ASIN B00026L7OU)

- Sortie de la série chez l'éditeur Universal Studios :
- Coffret 3 DVD double face en VO avec sous-titres anglais et espagnol (épisodes 1 à 20) le 4 octobre 2005

BLU-RAY ZONE A  États-Unis :
- Sortie de deux BLU-RAY des deux téléfilms : the night stalker + the night strangler ; le 2 octobre 2018 chez l'éditeur KL Studio Classics
- Sortie coffret intégrale BLU-RAY des deux téléfilms + la série : Le 12 octobre 2021

### Musique
- CD de la bande originale (sortie 2002) Kolchak: The Night Stalker (musique par Gil Melle) contient 49 pistes (68 min)